# Důl Krupiński
Důl Krupiński (polsky Kopalnia Węgla Kamiennego (KWK) Krupiński) je činný černouhelný důl v Suszci v okrese Pszczyna ve Slezském vojvodství. Důl patří společnosti Jastrzębska Spółka Węglowa a těžba zde probíhá od roku 1983.

## Historie
Výstavba dolu byla zahájena v roce 1976 a 3. prosince 1983 byl slavnostně zahájen provoz nového dolu. V roce 1993 byla zřízena společnost Jastrzębska Spółka Węglowa, do které byl Důl Krupiński začleněn. V roce 2002 získal důl koncesi na těžbu černého uhlí a metanu na období do 31. prosince 2015.

## Technické údaje
- Rozloha dobývacího prostoru: 27,2 km²
- Operativní zásoby uhlí: 34,8 mil. tun
- Průměrná denní těžba: 8500 tun
- Důlní patra:
  - těžební: 420, 620, 820 m
  - ventilační: 220, 420 m

## Vlečka
Železniční vlečka dolu odbočuje z trati PKP PLK Żory - Pszczyna v odbočce Suszec
Rudziczka a je elektrizována soustavou 3 kV DC. Délka vlečky je 2,537 km a jejím provozovatelem je Jastrzębska Spółka Kolejowa.